# Feliniopsis distans
Feliniopsis distans là một loài bướm đêm trong họ Noctuidae.